# Nycteribia triangularis
Nycteribia triangularis är en tvåvingeart som beskrevs av Theodor 1967. Nycteribia triangularis ingår i släktet Nycteribia och familjen lusflugor. Inga underarter finns listade i Catalogue of Life.